# Gracielanthus
Gracielanthus là một chi thực vật có hoa trong họ, Orchidaceae.